# Compactozetes serratus
Compactozetes serratus är en kvalsterart som beskrevs av Balogh 1970. Compactozetes serratus ingår i släktet Compactozetes och familjen Cepheidae. Inga underarter finns listade i Catalogue of Life.